# Papaj (Albania)
Papaj – wieś położona w północnej części Albanii w gminie Tropojë.

## Demografia
Według spisu ludności z 1989 roku we wsi Papaj mieszkało 305 mieszkańców.